# Джонсон, Эдуард Патрик
Эдуа́рд Па́трик Джо́нсон (англ. Edward Patrick Johnson; 22 августа 1878, Гуэлф, провинция Онтарио — 20 апреля 1959, там же) — канадский оперный певец (тенор), музыкальный продюсер.
По большей части самоучка, Джонсон пел в местном церковном хоре и на местных концертах и праздниках, пока в 1897 году заезжая певица не порекомендовала ему попытать счастья в Нью-Йорке. После нескольких лет выступлений в различных небольших театрах Джонсон дебютировал в Карнеги-холле в 1904 году, однако первый успех пришёл к нему в 1907 году благодаря участию в бродвейской постановке оперетты Оскара Штрауса «Грёзы о вальсе», продержавшейся 14 недель. Благодаря неплохому заработку Джонсон смог отправиться в Европу для профессионального совершенствования: в 1908 году он занимался в Париже у Ришара Бартелеми, затем выступал в различных странах и, в частности, дебютировал на оперной сцене в 1912 году в Падуе, в опере Умберто Джордано «Андре Шенье».
На протяжении последующих семи лет Джонсон пел, главным образом, в Италии, выступая под итальянизированным именем Эдоардо ди Джованни (итал. Edoardo Di Giovanni). Сезон 1912/1913 годов он провёл в Риме, а 9 января 1914 года впервые выступил на сцене итальянской Ла Скалы в заглавной партии оперы Рихарда Вагнера «Парсифаль». В дальнейшем Джонсон также гастролировал с итальянскими труппами в Испании и Аргентине. Однако после того, как в 1919 году умерла его жена, он вернулся в США, три сезона пел в Чикагской опере, а в 1922—1935 годах выступал на сцене Метрополитен-опера. На протяжении 13 лет Джонсон пел ведущие партии в основных операх XIX века. В последний раз он вышел на сцену 21 марта 1935 года в партии Пеллеаса («Пеллеас и Мелизанда» Дебюсси), а уже в мае занял пост генерального менеджера Метрополитен-опера, на котором оставался до 1950 года.
Выйдя в отставку, Джонсон вернулся в Канаду. С 1947 года и до самой смерти он возглавлял наблюдательный совет Торонтской консерватории, занимался организацией музыкального фестиваля в своём родном городе Гуэлф.
Именем Джонсона названо здание музыкального факультета и музыкальной библиотеки Университета Торонто, а также начальная школа в Гуэлфе.